# Abigail Dow
Abigail Dow (* 29. September 1997 in Slough, England) ist eine englische Rugby-Union-Spielerin, die als Außendreiviertel für die Ealing Trailfinders Women sowie die Englische Frauen-Rugby-Union-Nationalmannschaft spielt.

## Kindheit und Jugend
Dow begann im Alter von fünf Jahren mit dem Rugbyspielen beim Maidenhead RFC, wo ihr Vater als Trainer tätig war. Später wechselte sie zum Reading RFC, um dort im Frauenteam zu spielen. Zusammen mit ihrer Schwester Ruth wurde sie 2014 für das England South West Women’s Rugby Sevens Team ausgewählt. In ihrer Jugend war sie zudem eine gute Schwimmerin, entschied sich jedoch im Alter von 16 Jahren, sich ganz auf Rugby zu konzentrieren.
Zudem absolvierte sie ein Masterstudium in Maschinenbau am Imperial College London.

## Club Karriere
2016 begann Dow ihre Vereinskarriere bei den Wasps Ladies, wo sie bis 2022 spielte. Anschließend wechselte sie zu den Harlequins für die Saison 2022/23.  Im Mai 2023 wurde sie als erste Spielerin von den neu gegründeten Ealing Trailfinders Women verpflichtet.

## Nationalmannschaft
Dow gab ihr Debüt für die englische Nationalmannschaft im November 2017 gegen Kanada und erzielte in ihren ersten beiden Spielen fünf Versuche. Während der Six Nations 2018 startete sie drei Spiele und erzielte 3 Versuche. England beendete das Turnier auf dem zweiten Platz.
Anfang 2019 wurde sie in den Kader für die Six Nations 2019 berufen, die England mit Grand Slam gewann. Sie konnte dabei gegen Wales einen Versuch erzielen. 2020 wurde sie erneut in den Kader für das Six Nations Turnier berufen. Sie legte vier Versuche in drei Spielen und wurde mit England erneut Grand Slam Siegerin. Im Verlauf des Jahres unterzeichnete sie einen professionellen Vertrag mit der RFU.
Sie verpasste das erste Spiel der Six Nations 2021 aufgrund eines familiären Zwischenfalls, aber stand bereits für das zweite Spiel wieder auf dem Platz. England gewann das Spiel gegen Italien mit 67-3, wobei Dow zwei der neun Versuche erzielte.
Im dritten Spiel der Six Nations 2022 gegen Wales brach Dow sich während eines Tackles das Bein. Nach den Prognosen ihrer Ärzte würde sie mindestens neun Monate vom Sport aussetzten müssen. Dies bedeutete, dass sie die anstehenden Rugby-Union-Weltmeisterschaft im September 2022 verpassen würde. Trotz der anfänglichen Prognosen schaffte Dow es innerhalb von fünf Monaten wieder aufs Spielfeld zurückzukommen und so wurde sie im September 2022 doch in den Kader für die Rugby-Union-Weltmeisterschaft in Neuseeland berufen. England scheiterte gänzlich knapp im Finale mit 31-34 an Gastgeber Neuseeland und beendete das Turnier auf Platz 2.
Sie gewann mit England die folgenden Six Nations 2023, 2024 und 2025 und wurde 2025 sowohl als „Player of the Championship“ als auch für den „Try of the Championship“ nominiert.
Im Juli 2025 wurde sie von John Mitchell in den Kader für die Rugby-Weltmeisterschaft 2025 in England berufen.